# Клаудин, Фернандо
Ферна́ндо Клауди́н (исп. Fernando Claudín, 1915, Мадрид — 16 мая 1990) — испанский политик-коммунист и историк, участник гражданской войны в Испании, член ЦК Коммунистической партии Испании и теоретик левого крыла еврокоммунизма.
Во время гражданской войны в Испании вместе с Сантьяго Каррильо, Хуаном Коморера, Педро Чека, Антонио Михе и Висенте Урибе входил в секретариат КПИ.

## Книги
- The Communist Movement: From Comintern to Cominform. London, 1975